# Памятник Юлиушу Словацкому (Милослав)
Памятник Юлиушу Словацкому (пол. Pomnik Juliusza Słowackiego) — памятник, находящийся в Милославе, Польша в Милославском парке. Первый памятник Юлиушу Словацкому на территории Польши.

## История
Инициатором создания памятника Юлиушу Словацкому был польский поэт Юзеф Косцельский. Памятник Юлиушу Словацкому в Милославе был открыт 16 сентября 1899 года в пятидесятую годовщину смерти поэта. На этом открытии присутствовал польский поэт Генрих Сенкевич. Автором памятника является польский архитектор Владислав Марцинковский, который в 1923 году создал ещё один памятник Юлиушу Словацкому в Познани.
Во время германской оккупации памятник по приказу немецких властей был разобран. В 1952 году бюст был заново установлен на постамент. В 1984 году, в 85-летнюю годовщину памятника, состоялось повторное его открытие. В 1998 году после длительного ремонта, в 150-летнюю годовщину Весны народов, состоялось открытие отреставрированного памятника Юлиушу Словацкому.

## Описание
Памятник стоит на небольшой возвышенности, окружённый с трёх сторон живой изгородью из хвойных деревьев. Памятник изготовлен из кремового мрамора. Бюст поэта, поставленный на квадратную колонну, окружён полукругом барочной балюстрадой. На скамейке балюстрады сидит девушка. На краях балюстрады находятся подсвечник и урна, символизирующие жизнь и смерть.